# لاك فرونتري (كيبك)
لاك فرونتري (بالإنجليزية: Lac-Frontière, Quebec)‏ هي بلدية محلية في كيبيك تقع في كندا في Montmagny Regional County Municipality. يقدر عدد سكانها بـ 198 نسمة ومساحتها 51.30 كم2 .